# Parallelia dicoela
Parallelia dicoela är en fjärilsart som beskrevs av Turner 1909. Parallelia dicoela ingår i släktet Parallelia och familjen nattflyn. Inga underarter finns listade i Catalogue of Life.